# Amalie von Imhoff
Amalie von Imhoff (n. 16 august 1776, Weimar – d. 17 decembrie 1831, Berlin) după căsătorie von Helvig a fost o scriitore germană. Ea a fost încurajată de Johann Wolfgang von Goethe și Friedrich Schiller să scrie, operele ei fiind în același timp pentru cei doi un izvor de inspirație. Unul dintre admiratorii ei a fost Alexander von Humboldt. După căsătoria Amaliei cu un colonel suedez, aceasta va întreține contacte cu adepții curentului romantic din Heidelberg. Ea va deschide un salon literar în Berlin, care va deveni loc de întâlnire pentru unii reprezentanți ai clasicismului și romantismului din Weimar. Amelie a fost angajată și în răspândirea literaturii suedeze în Germania, realizând în anul 1826 prima traducere a operei Frithiofs Saga scrisă de poetul suedez Esaias Tegnér (1782-1846).

## Opere
- Poezii în Horen 1797
  - Abdallah und Balsora. Ein Gedicht in sechs Gesängen (8. Stück, S. 65–108)
  - Das Fest der Hertha (10. Stück, S. 27–40)

- Poezii în Musen-Almanach auf das Jahr 1798 (găsite la litera A.):
  - Mein Traum (S.(pag.) 19–23) – pus pe audio de Carl Friedrich Zelter
  - Sonett (S. 45)
  - Der verlorne Maitag (S. 80–86)
  - Die Mode (S. 194–198)
  - Die Jungfrau des Schlosses. Romanze (S. 242–255)
  - An Daphne (S. 288–291)
  - Die Freuden der Gegenwart (S. 301–303) – carte audio de Johann Rudolf Zumsteeg

- Poezii în Musen-Almanach auf das Jahr 1799:
  - Die weiblichen Erscheinungen (S. 200–201)
  - Die Geister des Sees (S. 165–169) – carte audio de Joseph Wölfl
  - Der Abschied. Den 20ten Juny 98 (S. 232–234)

- Poezii în Musen-Almanach auf das Jahr 1800:
  - Die Schwestern von Lesbos. în 6 cânturi A. v. I.

- Alte opere:
  - Die Schwestern auf Corcyra. O idilă dramatică (1812)
  - Taschenbuch der Sagen und Legenden (2 volume, 1812 u. 1817)
  - Die Tageszeiten. Patru idile din perioada greacă (1812)
  - Dramatische Idyllen (1812)
  - Die Sage vom Wolfsbrunnen (1814)
  - Gedichte zum Besten der unglücklichen Greise, Wittwen und Waisen in Griechenland (1826)
  - Helene von Tournon (1826)

1. ↑  Find a Grave
2. ↑  A Amelie (Amalia) Helvig, von (în suedeză), Svenskt biografiskt lexikon
3. ↑  Autoritatea BnF, accesat în 10 octombrie 2015